# Jillian Michaels

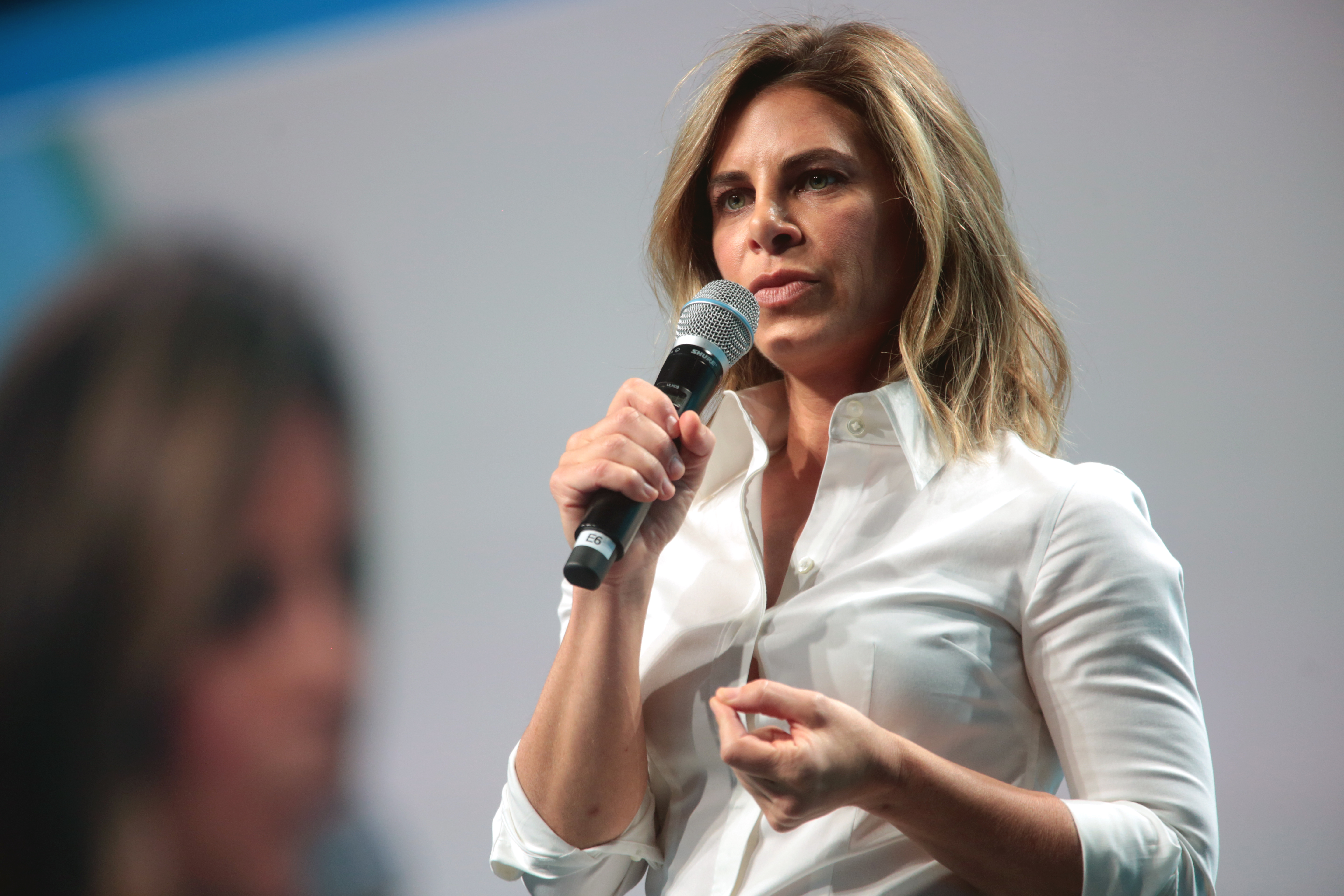
Jillian Michaels, 2017

Jillian Michaels (geboren als Jillian Leigh McKarus am 18. Februar 1974) ist eine US-amerikanische Fitnessexpertin, Medienpersönlichkeit und Unternehmerin. Bekanntheit erlangte sie durch TV-Shows, Fitness-DVDs, mehrere New-York-Times-Bestseller, zahlreiche Social-Media-Kanäle, eine Trainings-App, einen preisgekrönten Podcast und eine eigene Streaming-Plattform. Unter anderem wirkte sie bei der US-Version von The Biggest Loser mit.
Im Jahr 2008 gründete Michaels mit ihrem Geschäftspartner Giancarlo Chersich ihre Firma, Empowered Media, LLC.
Sie lebt in einer lesbischen Beziehung und hat eine aus Haiti stammende Adoptivtochter, ihre Partnerin hat einen leiblichen Sohn.

## Veröffentlichungen
- 2005: Winning by losing: drop the weight, change your life, Collins, New York, ISBN 9780060845469
- 2007: Making the cut: the 30-day diet and fitness plan for the strongest, sexiest you, Three Rivers Press, New York, ISBN 9780307382511
- 2009: Master your metabolism: the 3 diet secrets to naturally balancing your hormones for a hot and healthy body!, Three Rivers Press, New York, ISBN 9780307450746
- 2010: The master your metabolism cookbook, Crown Publishers, New York, ISBN 9780307718228
- 2010: Unlimited: how to build an exceptional life, Crown Archetype, New York, ISBN 9780307588302
- 2013: Slim for life: my insider secrets to simple, fast, and lasting weight loss, Harmony Books, ISBN 9780385349222

## Videos
- 2007: The Biggest Loser: Cardio Max. 6 Week Program for Weight Loss, Lionsgate Entertainment
- 2008: 30 Day Shred (Shred - Schlank in 30 Tagen), Lionsgate Entertainment
- 2009: No More Trouble Zones (Bauch, Beine, Po Intensiv), Lionsgate Entertainment
- 2010: Yoga Meltdown (Yoga Extreme), Levels 1 & 2, workouts, Lionsgate Entertainment
- 2012: Ripped in 30 (30 Tage Ripped), Levels 1–4, workouts, Empowered Media, LLC
- 2014: Beginner Shred (Shred für Einsteiger), Levels 1–3, workouts, Empowered Media, LLC
- 2015: Killer Arms & Back (Der perfekte Oberkörper), Levels 1–3, workouts, Empowered Media, LLC
- 2016: Hot Body Healthy Mommy (Schlank mit Baby), Levels 1–3, workouts, Empowered Media, LLC
- 2016: 10-Minute Body Transformation (10 Minuten Intensiv), Levels 1–5, workouts, Empowered Media, LLC